# 木出雄斗
木出 雄斗（きで ゆうと、1999年2月13日 - ）は、三重県出身のサッカー選手。ポジションは、DF。

## 来歴
2017年に星稜高等学校卒業後、大阪体育大学に進学。
2020年12月、鹿児島ユナイテッドFCへの加入内定が発表された。
2021年9月26日、Jエリートリーグアビスパ福岡戦で負傷。左ハムストリングス肉離れで全治約12週間の診断を受けほぼ出番がないままシーズンを終える。
2022年シーズン、序盤は5月に1試合のみと出場機会に恵まれなかったが、久々の出場となった8月14日の松本山雅FC戦でJ初ゴールを決める。さらに9月3日のアスルクラロ沼津戦で決勝点を決める。これら活躍により出場機会が増え、10月以降はスタメンの座を確保した。
2023年12月8日に鹿児島ユナイテッドFCとの契約満了を発表。同年12月12日に開催されたJリーグ合同トライアウトに出場。
2024年、FC大阪に移籍。この年でFC大阪とは契約満了。
2025年、アトレチコ鈴鹿クラブに移籍。

## 所属クラブ
- 西が丘SSS
- 津FC W1
- 2014年 - 2016年 星稜高等学校
- 2017年 - 2020年 大阪体育大学
- 2021年 - 2023年  鹿児島ユナイテッドFC
- 2024年  FC大阪
- 2025年 -  アトレチコ鈴鹿クラブ

## 個人成績
| 国内大会個人成績 | 国内大会個人成績 | 国内大会個人成績 | 国内大会個人成績 | 国内大会個人成績 | 国内大会個人成績 | 国内大会個人成績 | 国内大会個人成績 | 国内大会個人成績 | 国内大会個人成績 | 国内大会個人成績 | 国内大会個人成績 |
| 年度             | クラブ           | 背番号           | リーグ           | リーグ戦         | リーグ戦         | リーグ杯         | リーグ杯         | オープン杯       | オープン杯       | 期間通算         | 期間通算         |
| 年度             | クラブ           | 背番号           | リーグ           | 出場             | 得点             | 出場             | 得点             | 出場             | 得点             | 出場             | 得点             |
| 日本             | 日本             | 日本             | 日本             | リーグ戦         | リーグ戦         | リーグ杯         | リーグ杯         | 天皇杯           | 天皇杯           | 期間通算         | 期間通算         |
| ---------------- | ---------------- | ---------------- | ---------------- | ---------------- | ---------------- | ---------------- | ---------------- | ---------------- | ---------------- | ---------------- | ---------------- |
| 2021             | 鹿児島           | 16               | J3               | 2                | 0                | -                | -                | 2                | 0                | 4                | 0                |
| 2022             | 鹿児島           | 16               | J3               | 15               | 2                | -                | -                | 2                | 0                | 17               | 2                |
| 2023             | 鹿児島           | 16               | J3               | 1                | 0                | -                | -                | 0                | 0                | 1                | 0                |
| 2024             | FC大阪           | 17               | J3               | 1                | 0                | 0                | 0                | -                | -                | 1                | 0                |
| 2025             | 鈴鹿             | 14               | JFL              |                  |                  | -                | -                |                  |                  |                  |                  |
| 通算             | 日本             | 日本             | J3               | 19               | 2                | 0                | 0                | 4                | 0                | 23               | 2                |
| 通算             | 日本             | 日本             | JFL              |                  |                  | -                | -                |                  |                  |                  |                  |
| 総通算           | 総通算           | 総通算           | 総通算           | 19               | 2                | 0                | 0                | 4                | 0                | 23               | 2                |

## 代表・選抜歴
- 2020年 ： 関西大学選抜

## タイトル
大阪体育大学学友会サッカー部
- 関西学生サッカーリーグ1部: 2018, 2019, 2020